# Тюрка, Андре
Андрэ Эдуард Тюрка (фр. André Turcat; 23 октября 1921, Марсель — 4 января 2016, Боркёй) — французский лётчик и лётчик-испытатель, совершивший 2 марта 1969 года первый полёт в роли командира воздушного судна на прототипе сверхзвукового лайнера Конкорд.

## Биография
Родился 23 октября 1921 года во французском Марселе в семье работников автомобильной промышленности. Учился в политехнической школе в Марселе. Затем, после окончания политехнической школы в Париже, в 1942 году он вступил в Военно-воздушные силы свободной Франции которые принимали участие во второй половине Второй мировой войны. Он остался в Воздушно-космических силах Франции после окончания военных действий.
Во время войны в Индокитае, Тюрка служил пилотом-транспортного самолёта C-47 и продемонстрировал исключительные навыки в решении ряда аварийных ситуаций, в результате чего получил назначение в Летно-испытательная и приемная школа летного состава, французскую школу летчиков-испытателей. Вскоре после окончания обучения Тюрка взял на себя руководство испытательной компанией Nord 1500 Griffon, одного из первых в мире самолетов с прямоточным воздушно-реактивным двигателем.
Участвуя в этой успешной программе, Андрэ управлял Griffon со скоростью 2,19 Маха, подвиг который принёс ему престижный Трофей Хармона в 1958 году. Несколько месяцев спустя 25 февраля 1959 года, Тюрка побил мировой рекорд скорости на 100 километров с Griffon, в среднем 1643 км/ч (1021 миль в час). Тюрка уволился из армии после окончания программы Griffon и присоединился к государственному производителю самолётов Sud Aviation, когда начиналась программа с Конкорда.

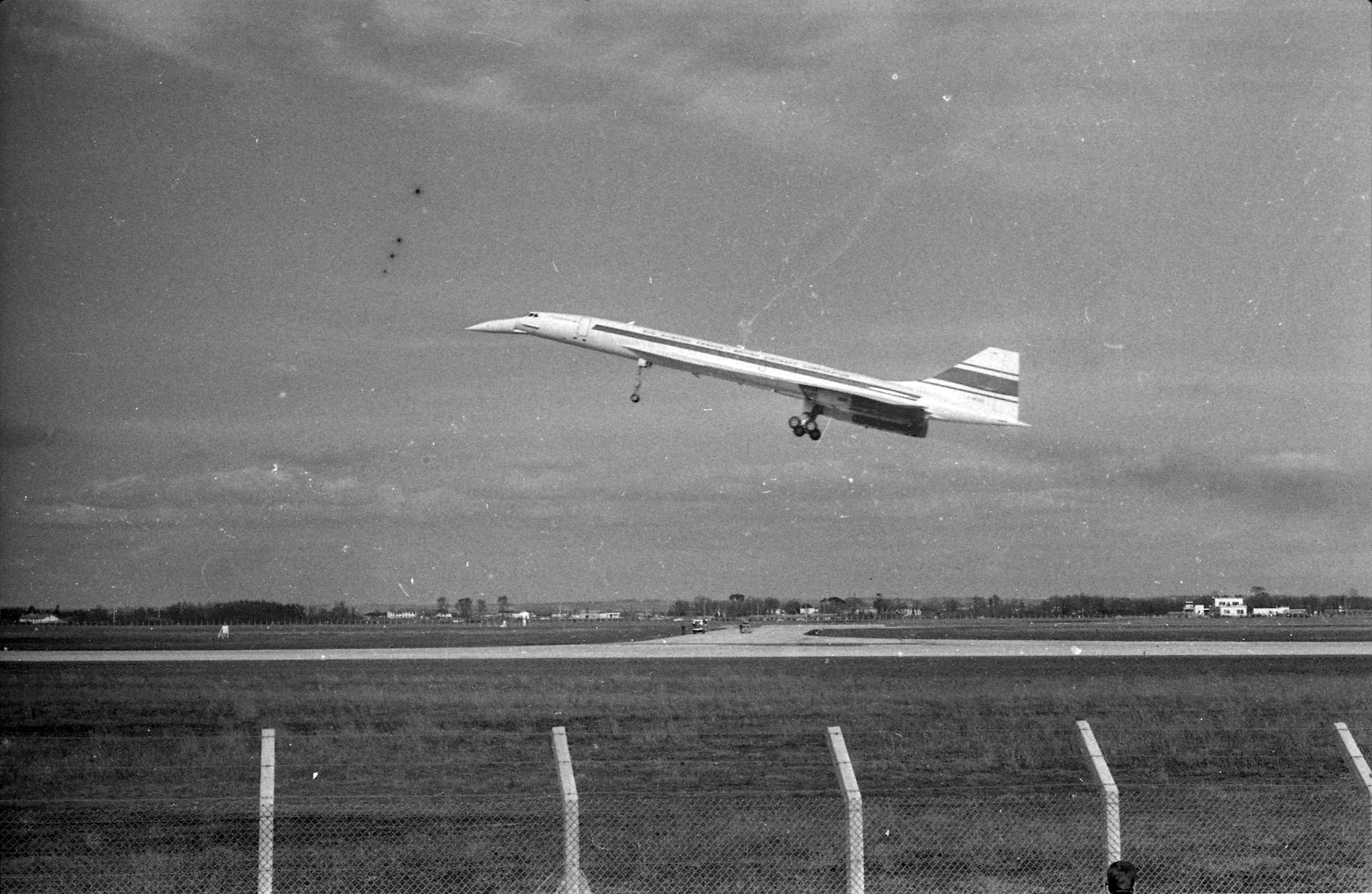
Взлёт французского прототипа Конкорд, в котором его пилотирует Тюрка в 2 марта 1969 года

Он стал главным летчиком-испытателем Конкорд и директором по летным испытаниям Sud Aviation. 2 марта 1969 года Tюрку выпала честь совершить первый полет на первом прототипе. Позже в том же году 1 октября он также был за штурвалом первого сверхзвукового полета Конкорд. Тюрка провел остальную часть французской части программы испытаний Конкорд, Брайан Трабшоу будучи главным летчиком-испытателем на британской стороне, и ушёл в отставку с действительной летной службы в конце 1970-х годов.
В 1983 году он стал основателем и первым президентом Национальной академикой авиации и космоса . Академия известна как Академика авиации и космоса с 2007 года. Присутствовал на борту Air France Конкорд (F-BVFC) во время его вылета на пенсию 27 июня 2003 года на завод Airbus в Тулузе, где был построен французский самолёт. Был писателем и издал несколько книг. Среди последних — Concorde essais et batailles (1977) и Pilot d’essais: Воспоминания (2005), обе на французском языке. 
4 января 2016 года Тюрка скончался в возрасте 94 лет в Боркёй.

## Награды
Тюрка и Трабшоу были удостоены премии Премия «Иван С. Кинчелое» за работу над программой испытаний Конкорд. В 1998 году Turcat был включен в Международный зал славы авиации и космоса в Музей авиации и космоса Сан-Диего.

## Фильмография
- 2004 — Граффити 60
- 2004 — Конкорд — Конец эры
- 2017 — Конкорд